# Karl Breit
Karl Breit (* 7. Oktober 1878 in Kleingloms; † 12. Juni 1958 in Murstetten) war ein österreichischer Lehrer und Mundartdichter.

## Leben
Breit war der Sohn eines Bauers. Er absolvierte die Privat-Lehrerbildungsanstalt in Wien-Strebersdorf und maturierte 1898 als Privatist in Krems. Die Lehrbefähigungsprüfung erlangte er 1900 in Wien, eine weitere für Bürgerschulen 1915 in Krems. Er war zwanzig Jahre als Volksschullehrer, fünf Jahre als Bürgerschullehrer und vor seiner Pensionierung als Direktor der Mädchen-Volks- und Hauptschule und der gewerblichen Fortbildungsschule in St. Pölten tätig. 1932 erhielt er den Titel Schulrat, 1935 erhielt er anlässlich seiner Pensionierung das österreichische Goldene Verdienstzeichen.
Nach dem Zweiten Weltkrieg zog er nach Hafnerbach, wo er bereits seine ersten Berufsjahre verbracht hatte. Karl Breit lebte zuletzt bei seinem gleichnamigen Sohn, dem Pfarrer von Murstetten. Er starb 1958 im dortigen Pfarrhof.

## Werke
- Da Veda vom Land. Dialektgedichte. Preßvereinsdruckerei, St. Pölten 1924.
- Lustigi Stund’n. Humoristische Gedichte. Presseverein, St. Pölten [1931].